# Leuronychus pacificus
Leuronychus pacificus is een hooiwagen uit de familie Sclerosomatidae.